# آرگونی (کمون)
آرگونی (به فرانسوی: Argonay) یک کمون در فرانسه است که در اوت سووآ واقع شده‌است. آرگونی ۵٫۱۶ کیلومتر مربع مساحت دارد.